# Wolga-Don-Kanal

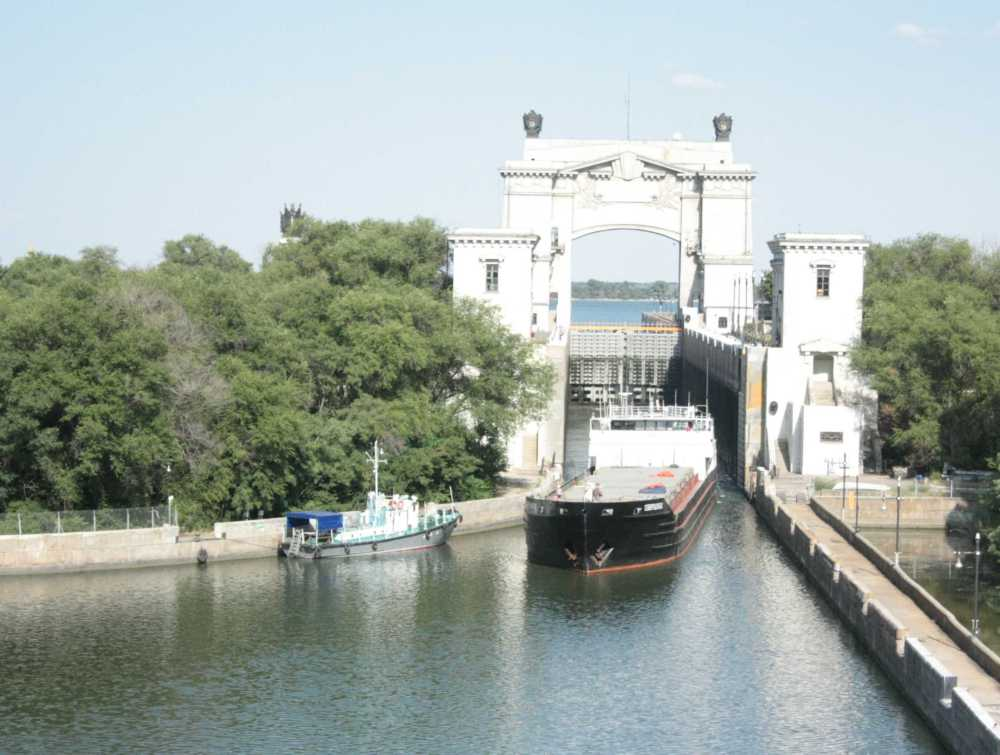
Schleuse 13 des Wolga-Don-Kanals

Der 101 km lange Wolga-Don-Kanal (Wolga-Don-Schifffahrtskanal „W. I. Lenin“) ist eine künstliche Wasserstraße in Russland (Osteuropa).
Der Kanal verbindet Wolga und Don und ermöglicht dadurch den Schiffsverkehr zwischen dem Kaspischen Meer und dem Schwarzen Meer. Im Osten beginnt er etwas südlich von Wolgograd (1925 bis 1961 Stalingrad) an der Wolga (Koordinate 48° 31′ 39,7″ N, 44° 33′ 15,7″ O) und führt – durch die Nahtstelle der Wolgaplatte im Norden und der Jergenihügel im Süden – in Richtung Westen in den am Don errichteten Zimljansker Stausee (Koordinate 48° 37′ 21,8″ N, 43° 32′ 20,9″ O). Durch die Scheitelhaltung des Kanals verläuft eine europäische Hauptwasserscheide.

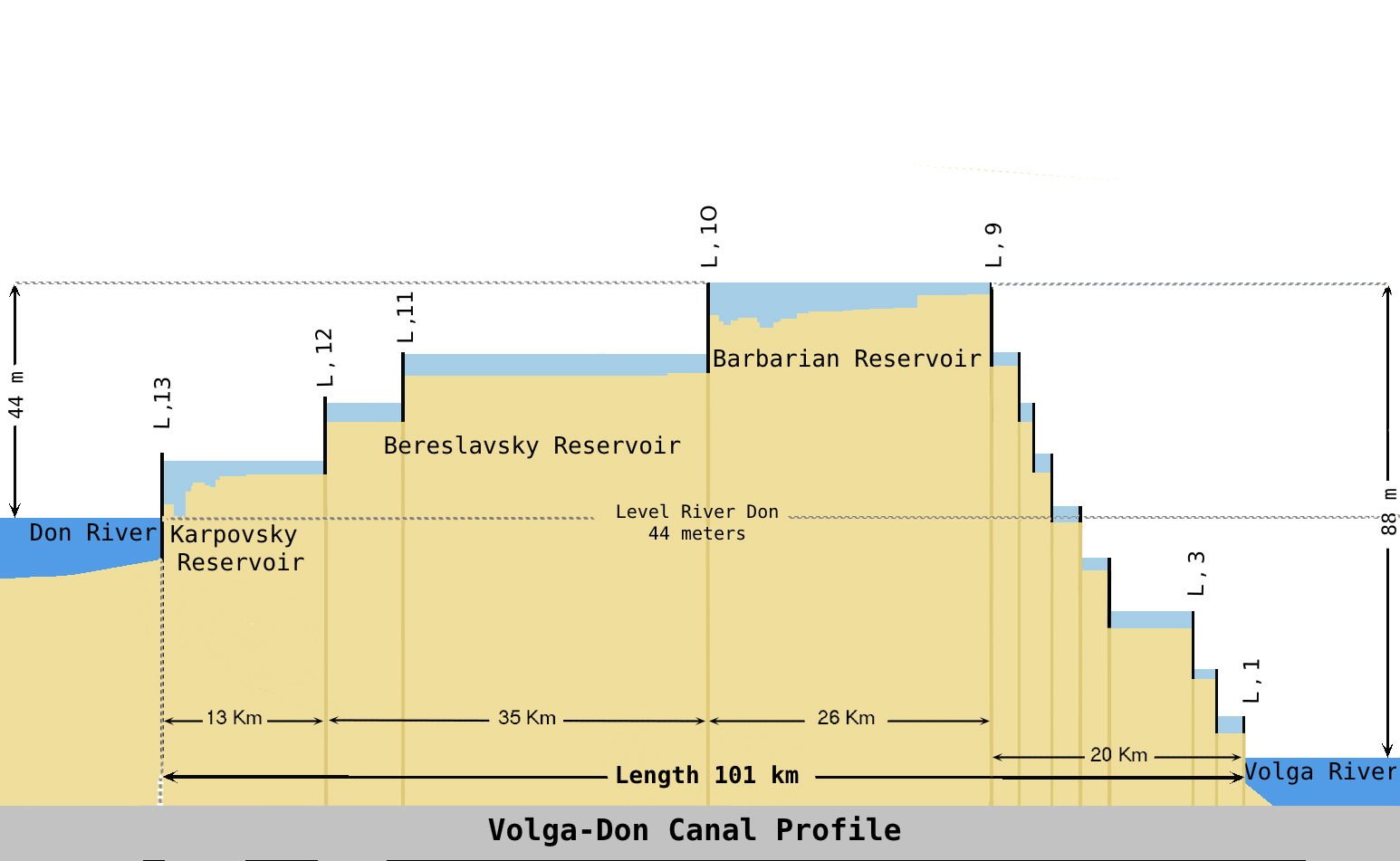
Höhenprofil des Kanals

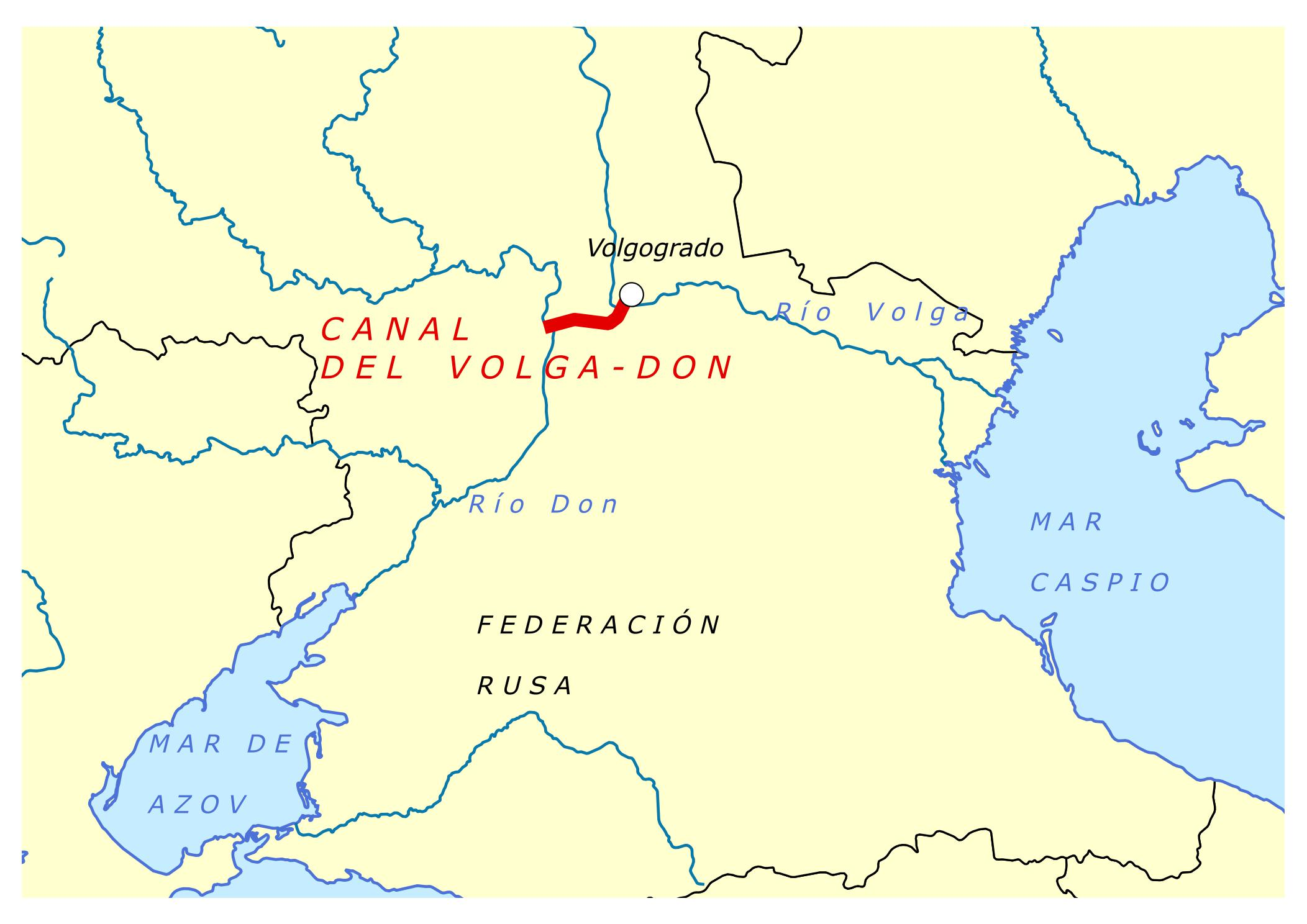
Lage des Wolga-Don-Kanals in Osteuropa

Westlich des Stausees können die Schiffe über den Don in das Asowsche Meer einfahren, von wo aus sie über die Straße von Kertsch das Schwarze Meer erreichen können. Durch den Bosporus, das Marmarameer und die Dardanellen erreichen die Schiffe schließlich das Mittelmeer und dann bei Bedarf die Weltmeere.
Der Scheitelpunkt zwischen Schleuse 9 und 10 liegt 44 Meter über dem Don und 88 Meter über der Wolga.
Die Arbeiten am Kanal wurden bereits vor dem Zweiten Weltkrieg nach einem Projekt von Nestor Pusyrewski mit dem Chefingenieur Georgi Riesenkampff begonnen, aber zur Zeit des „Großen Vaterländischen Kriegs“ vorübergehend eingestellt. Der Bau wurde komplett von Zwangsarbeitern des Gulag-Systems realisiert, wobei ca. 15.000 den Tod fanden; sie starben vor allem durch Unterernährung und Entkräftung. Bauleiter war seit 1949 Nikolai Filimonow. Ab 1951 wurden auch riesige Muldenkipper Typ MAZ-525 zur Bewegung der Erdmassen eingesetzt. 
Der am 31. Mai 1952 eingeweihte und am 27. Juli 1952 nach Lenin benannte Kanal hat 13 Schleusen. An der Wolga-Seite überwindet er 88 Höhenmeter mit neun Schleusen, an der Don-Seite 44 m. Seine Solltiefe beträgt 3,60 m, sie ist jedoch im Bereich der Kotschetowsker Schleuse auf 3,35 m reduziert. Der 101 km lange Kanal erlaubt Schiffen bis zu etwa 5000 t Tragfähigkeit die Durchfahrt. Dies ist weniger als die Standardmaße der Wolga-Schiffe mit 4,47 bzw. 4,40 m maximalem Tiefgang.
Zur Wasserversorgung wurden drei Pumpstationen gebaut, die das Wasser zur höchsten Stelle (Scheitelhaltung) des Kanals pumpen. Der Kanal spielt auch eine wichtige Rolle für die Wasserversorgung der umliegenden Landwirtschaftsflächen. Der Kanal hat eine jährliche Frachtkapazität von 16,5 Millionen Tonnen. 
Nach der Rede von Präsident Putin zur Lage der Nation 2007 sollte mit einem zweiten Kanal die Kapazität erhöht werden, um die Gebiete am Kaspischen Meer besser zu erschließen. Nach 2014 galt eine Auslandsfinanzierung für ein neues Projekt „Eurasischer Kanal“ als unwahrscheinlich. China verfolgte mit der neuen Seidenstraße eigene Projekte und eine Mitfinanzierung durch den Westen eines strategisch derart wichtigen Kanals, der für den Krieg gegen die Ukraine genutzt wird, ist ebenso unwahrscheinlich.
Der Asteroid des mittleren Hauptgürtels (2360) Volgo-Don wurde nach dem Wolga-Don-Kanal benannt.